# Teodora de Sihla
Santa Teodora de Sihla fue una monja rumana ortodoxa y asceta, nacida aproximadamente en el año 1650, en la comunidad de Vanatori, distrito Neamt, cuya fecha de deceso se desconoce y a quien la Iglesia Ortodoxa Rumana celebra cada 7 de agosto.

## Breve biografía
Nacida en el seno de una familia campesina, fue la segunda hija del matrimonio Joldea. Desde niña mostró inclinación a la vida religiosa, debido al contacto permanente y visita continua a los monasterios ortodoxos de la región. No obstante a que ya en la adolescencia hizo patente su deseo de tomar los hábitos monacales, sus padres decidieron darla en matrimonio a un joven agricultor de una pequeña aldea llamada Ismail. Aunque los primeros años los vivieron junto a los padres de Teodora, tiempo después se trasladan a una aldea lejana, en la que tiempo después, no teniendo hijos, toman la decisión de dedicar cada uno su vida al servicio en algún monasterio.

Así, su esposo se une a la ermita de Poiana Marului, en donde como monje toma el nombre de Eleuterio, siendo ordenado sacerdote después de algunos años. Mientras tanto, Teodora se dirige al Monasterio Nifon, en Buzau. Ahí asume de inmediato los deberes monacales, destacando inmediatamente por su profundo ascetismo y su dedicación a la oración.

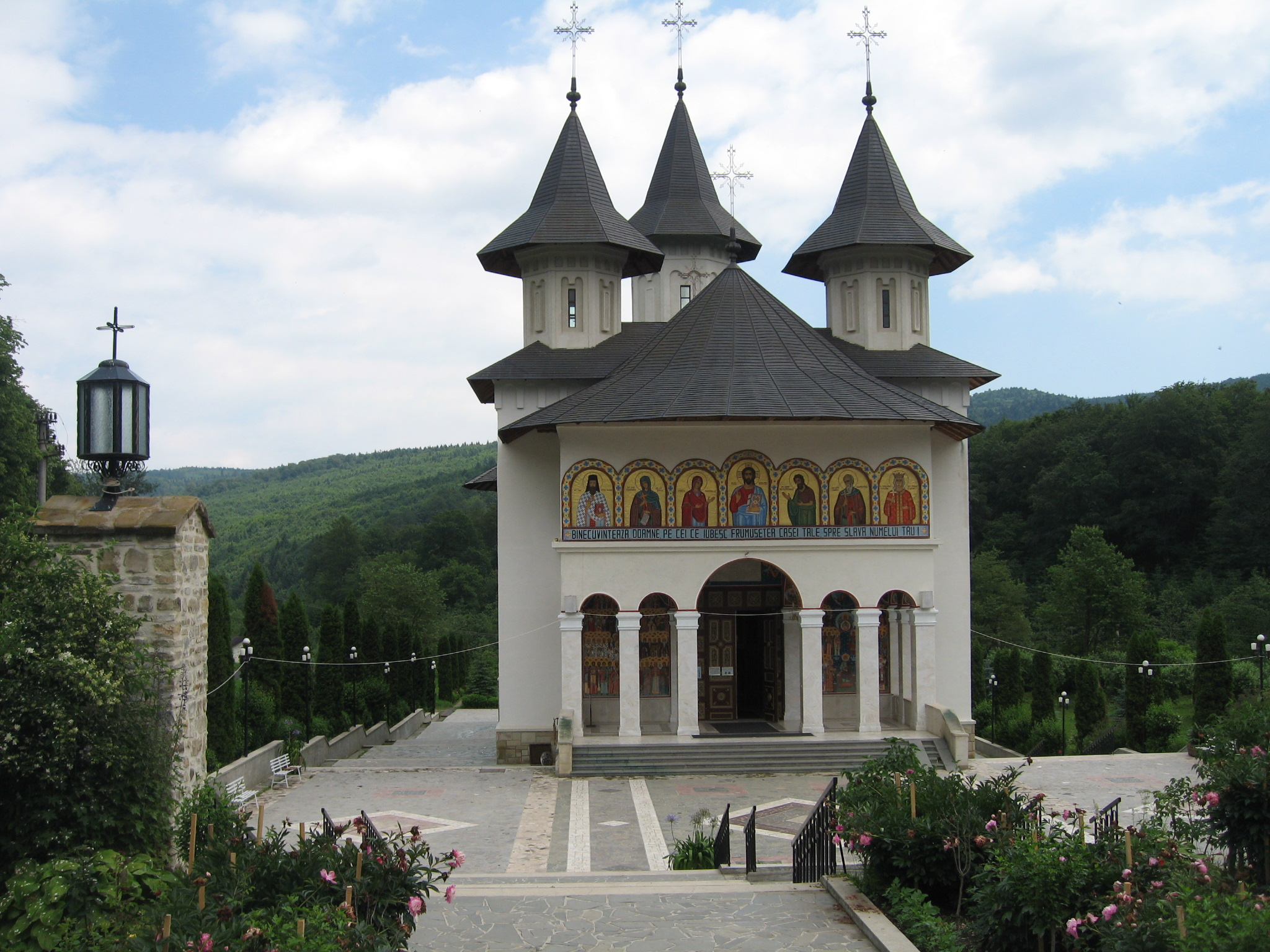
Monasterio Sihastria

Poco tiempo después, las fuerzas turcas invaden la región y el Monasterio Nifon es destruido y asesinada la mayoría de la comunidad. Sin embargo, Teodora escapa a las montañas de Buzau con su mentora espiritual, la "stáretsa" Paisia.  Ahí, en los bosques de esa región logran sobrevivir durante algunos años, hasta el fallecimiento de Paisia (aproximadamente entre los años 1670-1675). Entonces decide descender del altiplano al área de Neamt, dirigiéndose al Monasterio Sihastria. En aquel lugar, el stárets le recomienda continuar con su vida ascética de oración y soledad. No encontrando un lugar apropiado para ella, se dirige al área de Sihla, en donde, en una cueva, conoce a un anciano asceta, quien sin conocerla la llama por su nombre para ofrecerle aquel lugar como celda de retiro. Es en aquella cueva en donde Teodora vive los siguientes treinta años en completa soledad y bajo un estricto régimen de oración y ayuno, recibiendo únicamente la visita esporádica de su "Padre Espiritual" del Monasterio Sihastria.

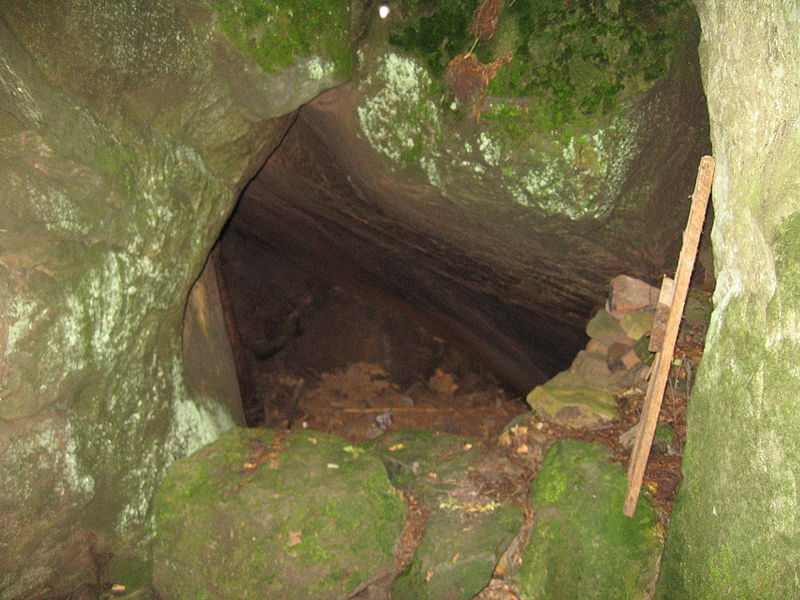
Cueva donde vivió Santa Teodora

Cuando los turcos vuelven a invadir el territorio de Neamt, destruyendo aldeas y monasterios, los bosques se convierten en refugio de quienes huían de aquel azote. Así, un grupo de monjas encuentra la cueva en donde vive Santa Teodora, misma que les ofrece, haciéndoles ver que conoce otra en la que irá a vivir sola. Se dice que algunos soldados turcos encontraron la cueva de la Santa y, momentos antes de intentar matarla, aquella elevó sus manos al cielo pidiendo la ayuda divina. En aquel momento, una pared de la cueva se abrió, permitiéndole escapar entre los árboles.

Con el paso del tiempo, Teodora es olvidada por los habitantes del área circundante, mientras que ella continúa en su vida ascética, a pesar de ser ya de alguna edad. En un momento determinado, la Santa se ve sin comida y vistiendo únicamente harapos; entonces, se dice, un grupo de aves vuela al Monasterio Sihastria a traer restos de pan para alimentarla. Pronto este fenómeno es conocido por toda la comunidad de monjes de aquel monasterio y el stárets envía a dos de ellos a seguir las aves. 

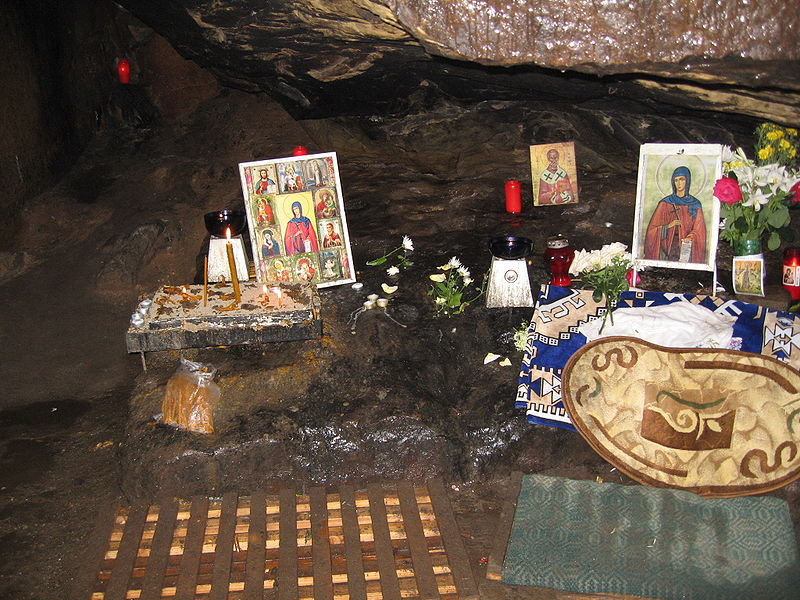
Interior de la cueva donde habitó Santa Teodora

 Tiempo después, éstos relataron que vieron a la Santa levitando y con un rostro completamente luminoso. Ella les relata brevemente lo que ha sido su vida en los años recientes y les ruega que traigan a su confesor para tomar la Eucaristía, sabiendo que no le queda mucho por vivir. Luego de ser visitada al día siguiente por los monjes y el sacerdote, Teodora muere plácidamente, siendo enterrada en la cueva.

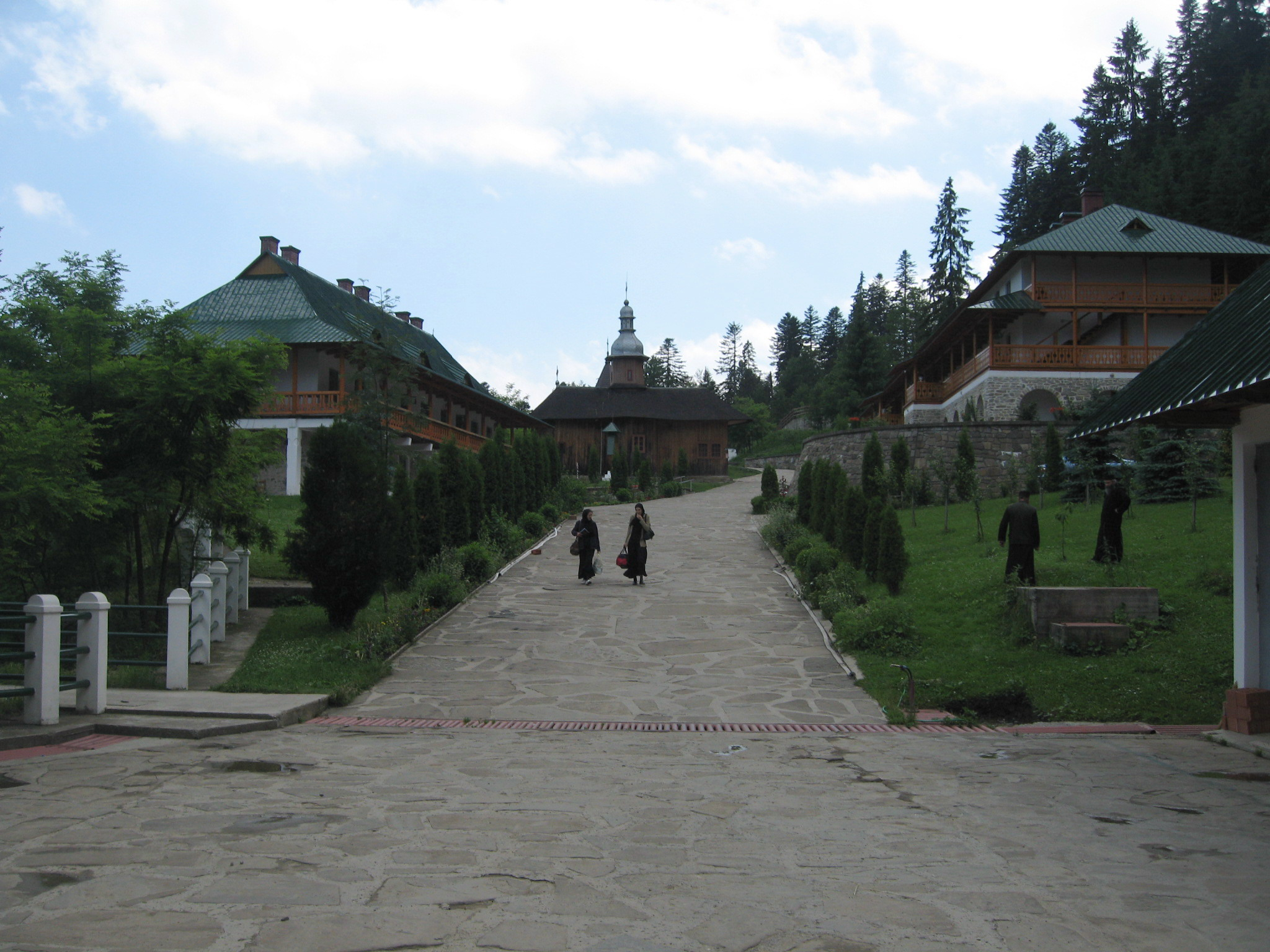
Monasterio Sihla, construido en el área en que vivió Santa Teodora

La noticia de la muerte de la Santa corre rápidamente por los alrededores y los vecinos empiezan a visitar la cueva para venerar la tumba. De la misma manera, el exesposo de Teodora, Eleuterio, se acerca al lugar en donde está enterrada y decide hacer ahí mismo su celda de retiro. Durante aproximadamente diez años vive Eleuterio en aquel lugar, orando, ayunando y sirviendo en la Liturgia del Monasterio Sihastria, en cuyo cementerio es enterrado al morir. Poco tiempo después, la Iglesia de San Juan el Bautista de Sihla es construida sobre su tumba. 
Entre 1828 y 1834, en tiempo de la ocupación rusa del Principado Rumano, las reliquias de Santa Teodora fueron llevadas a las cuevas del Monasterio de Kiev, en donde permanecen todavía, bajo la inscripción "Piadosa Teodora de los Cárpatos".
En 1992, el Santo Sínodo de la Iglesia Ortodoxa Rumana decide proclamarla como Santa, fijando su conmemoración para el 7 de agosto de cada año.